# Bílá Orava (řeka)
Bílá Orava je řeka na horní Oravě, na území okresu Námestovo. Jde o jednu ze dvou zdrojnic řeky Oravy (druhou je Černá Orava v Polsku). Konvenčně je považována za horní tok Oravy, má délku 37 km.

## Pramen
Pramení v Oravské Maguře, v podcelku Paráč, pod vrchem Paráč (1 324,8 m n. m.) v nadmořské výšce přibližně 1 080 m n. m..

## Popis toku
Nejprve teče na severozápad, zleva přibírá Brveník, u Flajšové se stáčí na sever, teče okrajem Kysucké vrchoviny a zprava přibírá Novou rieku. Dále vtéká do katastru obce Oravská Lesná a směřuje na severovýchod. Zde zleva nejprve přibírá Katrenčíkovský potok (770,9 m n. m.), za Oravskou Lesnou teče velkým obloukem, přibírá nejprve z pravé strany Zimnou vodu a pak z levé strany Juríkov potok. Následuje zleva Požehovka a vtéká na území obce Zákamenné.
Dále protéká obcí Lomná, přibírá Lomnici zprava. Následně vytváří meandr, velkým obloukem teče vedle Lokci a přibírá významný přítok Hruštínka.
Pak už teče víceméně severovýchodním směrem, okrajem Oravské kotliny, kde přibírá přítoky: Nevolajku u Ťapešova zprava, Veselianku u Oravské Jasenice zleva a Adamku z pravé strany. Ústí do vodní nádrže Orava jižně od Námestova v nadmořské výšce 601 m n. m..